# Jean Salut

a Compétitions nationales et continentales officielles uniquement.

b Matchs officiels uniquement.
Jean Salut, né le 14 avril 1943 à Beaumont-de-Lomagne (Tarn-et-Garonne), est un joueur de rugby à XV, qui a joué avec l'équipe de France de 1966 à 1969, évoluant au poste de troisième ligne aile pour le Toulouse OEC.
Il a effectué une partie de sa carrière comme demi d'ouverture lorsqu'il évoluait au Stade toulousain.

## Carrière
Jean Salut dispute son premier test match le 27 novembre 1966 contre l'équipe de Roumanie, et son dernier test match contre l'équipe d'Irlande le 25 janvier 1969.

## Palmarès
- Vainqueur du Tournoi des Cinq Nations en 1967 et 1968 (Grand Chelem)

## Statistiques en équipe nationale
- Sélections en équipe nationale : 7
- Sélections par année : 1 en 1966, 1 en 1967, 4 en 1968, 1 en 1969
- Tournois des Cinq Nations disputés : 1967, 1968, 1969